# Brennan Mejia
 (avril 2012).
 (avril 2012).
Si vous disposez d'ouvrages ou d'articles de référence ou si vous connaissez des sites web de qualité traitant du thème abordé ici, merci de compléter l'article en donnant les références utiles à sa vérifiabilité et en les liant à la section « Notes et références ».
Brennan Alexander Mejia, né le 15 octobre 1990, est un acteur, mannequin et artiste de cirque américain. Il est principalement connu pour avoir joué le rôle d'Oliver dans la comédie-thriller Kaboom.

## Jeunesse
Brennan Mejia est né le 15 octobre 1990 à Los Angeles, en Californie. Fils unique, sa famille est d'origine hispanique. Brennan a appris à parler anglais dès son plus jeune âge et sait également s'exprimer en espagnol.

## Carrière
Avant d'entamer une carrière d'acteur, Brennan Mejia s'oriente d'abord vers le mannequinat. Malgré un certain succès, il estime alors que son avenir n'est pas dans le monde de la mode. Fort du soutien de sa famille et de ses amis, et grâce aux relations qu'il a nouées dans sa précédente carrière, il choisit de devenir acteur.
Tandis que les castings se succèdent pour lui, Brennan continue de travailler comme mannequin. À sa propre surprise, il prend goût au rituel des auditions qu'implique la profession.
Brennan obtient finalement son premier rôle en 2006 comme guest-star d'un épisode dans la série Les Experts : Miami (CSI: Miami).
L'année suivante, il campe le rôle de Brennan Yubberly dans la série populaire pour enfant iCarly. Il est aussi crédité au film de Gregg Araki réalisé en 2010, Kaboom, dans le rôle d'Oliver, qui lui offre une certaine notoriété.
En août 2014, Brennan est officialisé en tant que nouveau Power Ranger rouge pour la saison 2015 Power Rangers : Dino Charge.

## Filmographie
| Année      | Titre                                     | Rôle                                     | Notes                                                               |  |
| ---------- | ----------------------------------------- | ---------------------------------------- | ------------------------------------------------------------------- |  |
| Télévision |                                           |                                          |                                                                     |  |
| 2006       | Les Experts : Miami (CSI: Miami)          | Pablo                                    | 1 épisode; Saison 5, Épisode 1: Rio                                 |  |
| 2007-2010  | iCarly                                    | Raymond/Brennan Yubberly                 | 4 épisodes                                                          |  |
| 2010       | 90210 Beverly Hills : Nouvelle Génération | Jimmy                                    | 1 épisode; Saison 3, Épisode 6: How Much is That Liam in the Window |  |
| 2011       | Scared Sh!tless                           | Lui-même                                 | 3 épisodes                                                          |  |
| 2011       | American Horror Story                     | Gabriel "Gabe" Ramos                     | 1 épisode; Saison 1, Épisode 12: Afterbirth                         |  |
| 2015       | Power Rangers : Dino Charge               | Tyler Navarro / Ranger rouge Dino Charge | Série télévisée (rôle-titre)                                        |  |
| 2016       | Power Rangers : Dino Super Charge         | Tyler Navarro / Ranger rouge Dino Charge | Série télévisée (rôle-titre)                                        |  |
| Cinéma     |                                           |                                          |                                                                     |  |
| 2009       | The Guitar                                | Hector                                   | Court métrage (rôle-titre)                                          |  |
| 2010       | Kaboom                                    | Oliver                                   | (Petit Rôle)                                                        |  |
| 2011       | Metro                                     | Charles Alvarez                          | Téléfilm (second rôle)                                              |  |

- 2022 : Corrective Measures - Mutants surpuissants (Corrective Measures) de Sean O'Reilly :  Diego Diaz